# Praktické lékařství

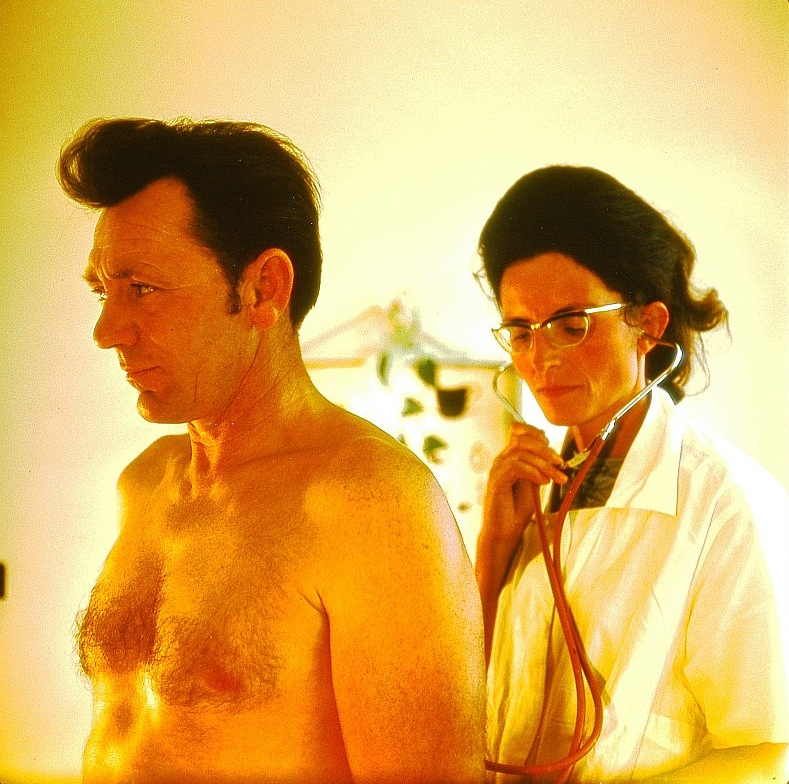
Vyšetření poslechem patří k běžným činnostem praktického lékaře

Praktické lékařství je obor lékařské péče zaměřený na primární péči o pacienty a na záležitosti rodinné medicíny. Praktický lékař léčí akutní a chronická onemocnění, poskytuje preventivní péči a vzdělává lidi v oblasti zdraví - to vše obecně bez ohledu na věk a pohlaví. Odborné zaměření spočívá v péči o pacienty s více zdravotními potížemi a s komplikacemi. Praktičtí lékaři nadměrně indikují potřebnou léčbu.
V některých zemích, jako je Irsko, Spojené království a některé země jeho společenství, nebo Bulharsko, používají pro takového lékaře termín obecný praktik (general practitioner). V Anglii se v hovoru běžně říká GP.

## Česká republika
V České republice je praktické lékařství v seznamu smluvních odborností rozděleno na tři specializované skupiny:
- 001 – praktické lékařství pro dospělé
- 002 – praktické lékařství pro děti a dorost
- 003 – lékařská služba první pomoci

Podmínkou pro samostatnou činnost praktického lékaře je získání atestace - její podmínkou je absolvování pětiletého specializačního programu. Pro oblast praktického lékařství existují tyto dva specializační programy:
- praktické lékařství pro dospělé
- praktické lékařství pro děti a dorost

Praktické lékařství jako samostatný obor bylo v ČR zavedeno Vyhláškou ministerstva zdravotnictví ČSR č. 77/1981 Sb., o zdravotnických pracovnících a jiných odborných pracovnících ve zdravotnictví, jako obor všeobecné praktické lékařství. Do té doby byl podle vyhlášky č.72/1971 Sb. k výkonu profese obvodního lékaře kvalifikován každý absolvent lékařské fakulty v oboru všeobecné lékařství a za splnění vhodných podmínek i absolvent dalších lékařských oborů (dětské lékařství, hygiena, stomatologie - byly studovány jako samostatné obory), který získal atestaci I. stupně v oboru vnitřní lékařství nebo chirurgie. Se zánikem vymezených obvodů na začátku 90. let 20. století se stal pojem obvodní lékař zavádějící a jako takový byl opuštěn ve prospěch označení praktický lékař, hovorově praktik. Samostatný obor praktické lékařství pro děti a dorost byl vyčleněn zákonem č. 95/2004 Sb., do té doby byla příprava identická s oborem pediatrie (dětské lékařství).
Podmínky získávání způsobilosti k výkonu profese praktického lékaře a praktického lékaře pro děti a dorost k zákonu č. 95/2004 Sb. určuje prováděcí vyhláška ministerstva zdravotnictví č. 185/2009 Sb.
Společně s odbornostmi 603 – gynekologie a porodnictví a 014 – stomatologie tvoří ambulantní zdravotnická zařízení obsazená lékaři atestovanými v odbornostech 001, 002, 003, 014 a 603 specifickou podskupinu zdravotnických zařízení prvního styku s veřejností.